# Restart (platforma)
Restart byla levicová diskusní platforma, kterou na jaře roku 2018 založili mladí členové Komunistické strany Čech a Moravy z okresu Ústí nad Orlicí, kteří nesouhlasili s dosavadní politikou vedení Komunistické strany Čech a Moravy a jejím směřováním.
Ústřední výbor Komunistické strany Čech a Moravy na podnět svého předsedy Vojtěcha Filipa svým usnesením v říjnu 2018 formálně činnost Restartu zakázal. Koordinátoři platformy následně zveřejnili výzvu k odstoupení předsedy KSČM, kterou podepsalo několik tisíc členů KSČM včetně celých základních organizací či okresních výborů.[zdroj?] Mezi signatáře patří například český producent Roman Roun[zdroj?], europoslanec Jaromír Kohlíček[zdroj?] či politolog Josef Skála. 
Signatáři levicové platformy Restart trvali na svolání mimořádného sjezdu Komunistické strany Čech a Moravy v roce 2019, na kterém chtěli představit vlastní kandidáty do předsednictva strany a vlastní program. Důvodem byl opakovaný volební neúspěch KSČM.